# Gabriel Schütz

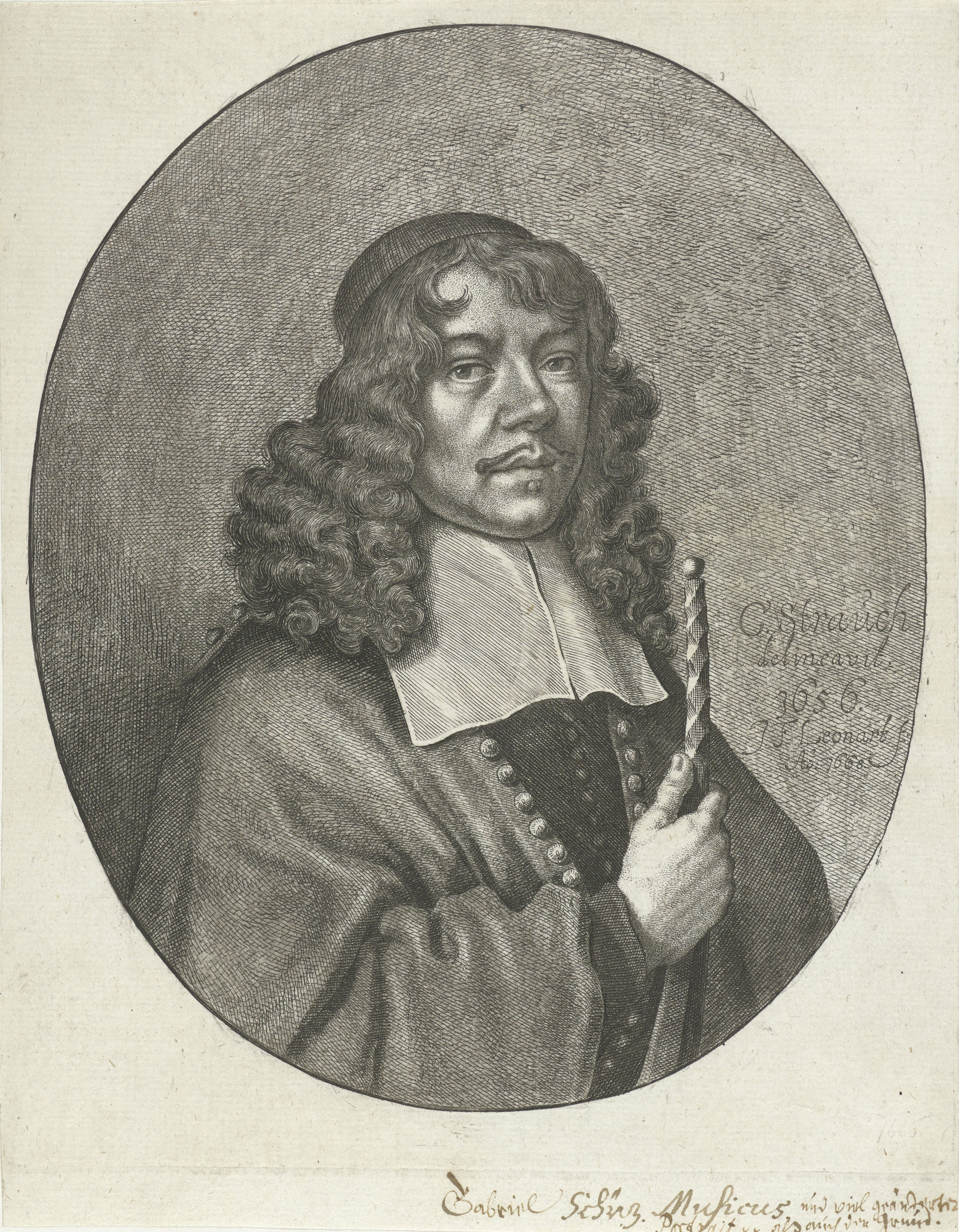
Gabriel Schütz Musicus, Georg Strauch delineavit 1656, Gravur 1668 (Joh. Fr. Leonard)

Gabriel Schütz (* 1. Februar 1633 in Lübeck; † 9. August 1710 in Nürnberg), Sohn des Lübecker Mühlverwalters Christian Schütz, war ein deutscher Gambist, Zinkenist und Komponist, der neben Konzertreisen sich hauptberuflich in Nürnberg niederließ.

## Leben
Während der gesamten Kindheit des Gabriel Schütz herrschte der Dreißigjährige Krieg (1618–1648). Schütz war sechs Jahre lang Schüler des Lübecker Ratsmusikers Nicolaus Bleyer. Von einer ersten Reise danach nach Hamburg berichtet Schletterer, aber ohne Näheres mitzuteilen. Mit 22 Jahren (1655) begann Schütz eine Reise nach Italien, die er bereits zu Beginn des Folgejahres (1656) in der Reichstadt Nürnberg abbrach. Dort malte der Nürnberger Künstler Georg Strauch sein Porträt, dessen Gravur im Rijksmuseum Amsterdam aufbewahrt wird. Darauf hält Gabriel Schütz einen kunstvoll geschnitzten Zink in der Hand, dessen gebogene Form die charakteristischen Kanten am Schallloch aufweist. In Nürnberg bewarb er sich als Stadtmusiker und erhielt im April 1658 die Exspektanz dafür. Während der folgenden Jahre konzertierte er mit großem Erfolg – so berichtet der Hamburgische Komponist und Musikautor Johann Mattheson – in Ansbach, Bayreuth, Oettingen, Mergentheim, Salzburg u. a. Höfen. Der Zusatz „rector te Altdorf“ (wohl an der Universität Altdorf) in der Beschreibung des Porträts deutet auf eine bisher unbekannte Aktivität des Musikers Schütz.
1659 heiratete er Veronica Strauch, mit der er vier Söhne hatte, die alle auch Musiker wurden. Nach seiner Einbürgerung 1660 trat er 1666 die Stadtmusikerstelle in Nürnberg an. Einen Ruf nach Stuttgart, sowie in die Hofkapelle Kaiser Leopolds I. schlug er aus.
Gabriel Schütz unterrichtete seine vier Söhne sowie die bekannten, aus Nürnberg stammenden Musiker Johann Philipp Krieger und Conrad Höffler.
Offenbar war er freundschaftlich verbunden mit dem Gelehrten Andreas Arnold, dem er 1680 einen Canon mit humorvoll-ironischer Botschaft ins Stammbuch schrieb: „Die Music liebt nicht jedermann“.

## Familie
Alle vier Söhne, außer dem ältesten, der nach Gotha ging, wurden Nürnberger Musiker und sind in Nürnberg geboren und gestorben.
- Johann Jacob, geboren 24. Dezember 1659, begraben in Gotha 18. August 1704.
- Jacob Balthasar, geboren 5. Januar 1661, gestorben 22. Januar 1700.
- Valentin, geboren 6. März 1665, gestorben 9. Januar März 1723.
- Georg Gabriel, geboren 14. Februar 1670, gestorben 13. März 1716.

## Kompositionen
Seine Werke für Gambe gelten heute als fast komplett verschollen. Die erhaltenen Werke:
- Sonata (Triosonate für zwei Gamben und Basso continuo, a-Moll.) Aus Sammelheft in: The Cathedral Library, Durham, United Kingdom.
- Canon a 5 „Die Music liebt nicht jedermann“ (Autograph 1780) „Dieses gering einfälltige schrieb seinen hochwerten gönner und geneigten Freundt, Herrn Andre Arnold, zu einem freundlichen andencken in Nürmberg den 7 Märtzen Anno 1680 Gabriel Schütz Musicus instrumentalis.“

## Porträts
Das erwähnte Porträt von Gabriel Schütz befindet sich außer im Rijksmuseum Amsterdam (s. o.) an weiteren Orten (mit und ohne Kopfbedeckung):
- Germanisches Nationalmuseum Nürnberg
- Kunstsammlungen der Veste Coburg
- Herzog August Bibliothek Wolfenbüttel